# Barrow (Rutland)
Barrow è un villaggio e parrocchia civile dell'Inghilterra, appartenente alla contea del Rutland.